# Diviziunile administrative ale Principatului Monaco
Următorul tabel cuprinde orașele(teritoriile) din Monaco:

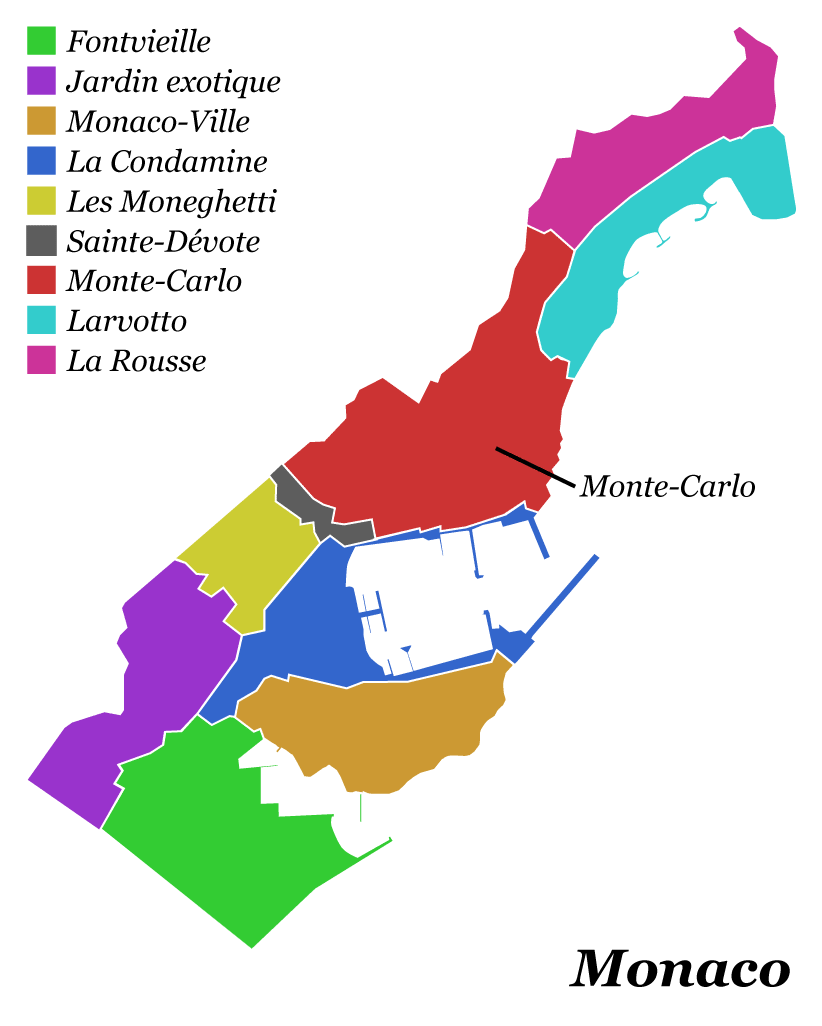
Orașele(teritoriile)din Monaco

Drapelul statului Monaco.

Stema statului Monaco.

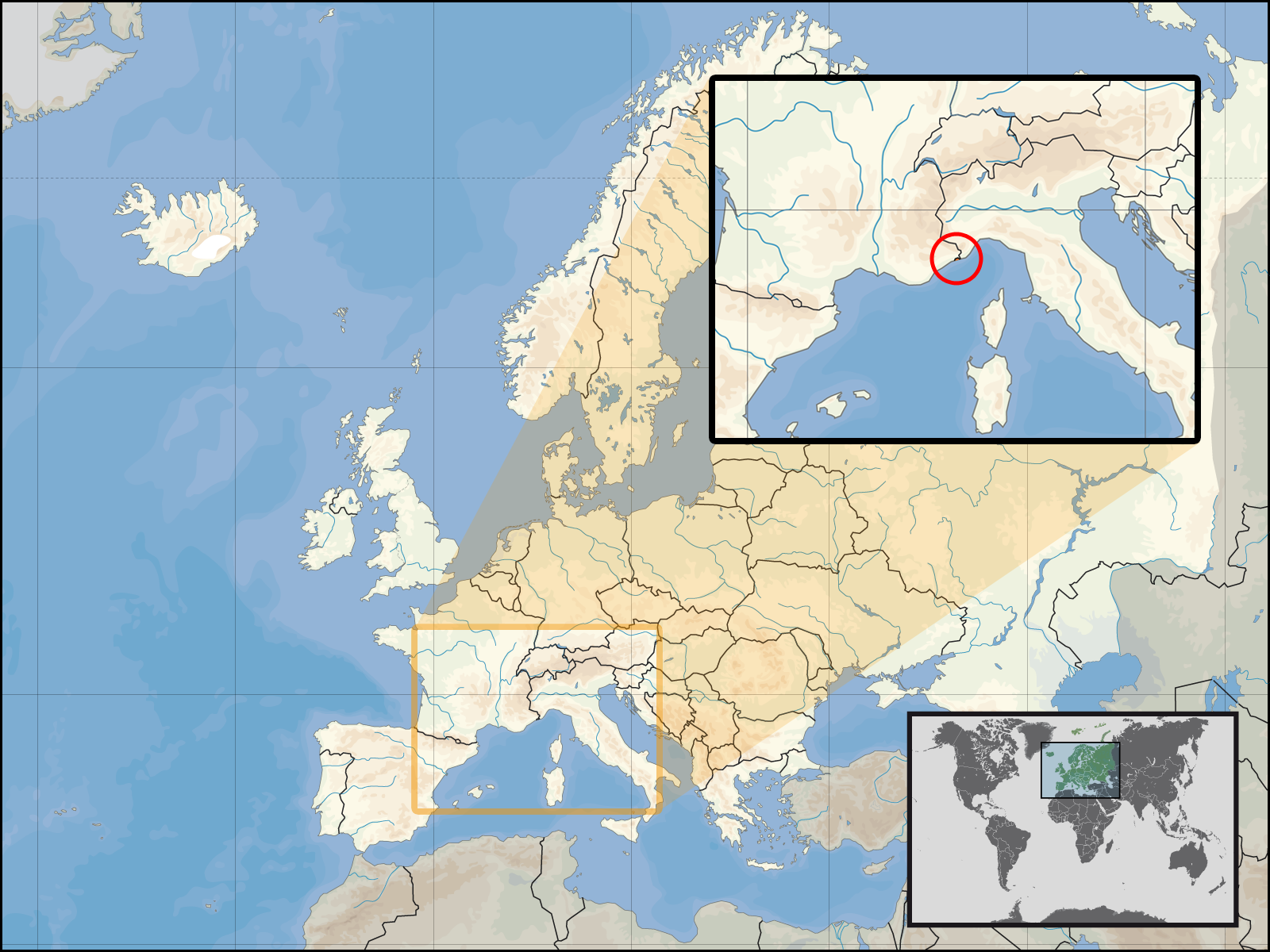
Locația statului Monaco.

| Oraș               | Imagine |
| ------------------ | ------- |
| Monaco-Ville       |         |
| Fontvieille        |         |
| La Condamine       |         |
| Monte Carlo        |         |
| La Colle           |         |
| La Rousse\St-Roman |         |
| Larvotto           |         |
| Les Révoires       |         |
| Moneghetti         |         |
| St Michel          |         |